# Фьюнатово
Фьюна́тово (фин. Hynnänautio) — деревня в Гатчинском муниципальном округе Ленинградской области.

## История
На карте Санкт-Петербургской губернии Я. Ф. Шмидта 1770 года обозначена как деревня Хукатова.
На карте Санкт-Петербургской губернии А. М. Вильбрехта 1792 года — как деревня Хинатова.
Деревня Фьюнатова, состоящая из 4 смежных деревень и в общей сложности из 26 дворов, упоминается на «Топографической карте окрестностей Санкт-Петербурга» Ф. Ф. Шуберта 1831 года.

ФИНОСТОВА — деревня принадлежит тайной советнице баронессе Икскуль, число жителей по ревизии: 43 м. п., 42 ж. п. (1838 год)

На картах Ф. Ф. Шуберта 1844 года и С. С. Куторги 1852 года нанесена деревня Фьюнатова состоящая из 26 дворов.
На этнографической карте Санкт-Петербургской губернии П. И. Кёппена 1849 года она обозначена как деревня «Hynninautio», расположенная в ареале расселения савакотов. В пояснительном тексте к этнографической карте она записана как деревня Hynninautio (Финостова, Фюнатова) и указано количество её жителей на 1848 год: савакотов — 43 м. п., 48 ж. п., всего 91 человек.

ФЬЮНАТОВА — деревня барона Корфа, по просёлочной дороге, число дворов — 20, число душ — 44 м. п.(1856 год)

Согласно «Топографической карте частей Санкт-Петербургской и Выборгской губерний» в 1860 году деревня называлась Фьюнатова и состояла из 24 крестьянских дворов.

ФЬЮНАТОВО — деревня владельческая при ключах, число дворов — 21, число жителей: 43 м. п., 61 ж. п. (1862 год)

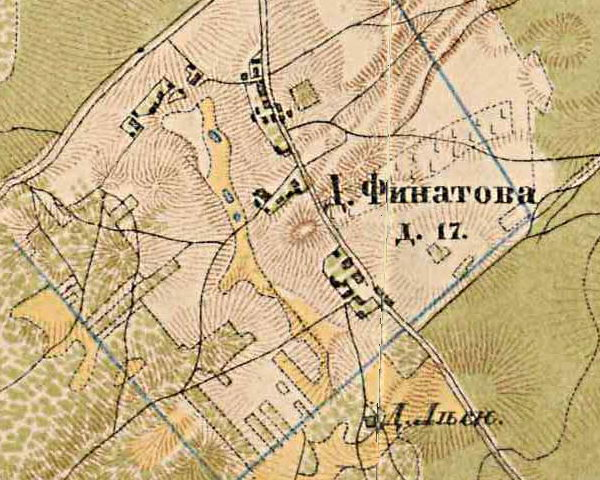
План деревни Фьюнатово. 1885 год

В 1885 году деревня Финатова насчитывала 17 дворов.
В конце XIX века деревня административно относилась к 1-му стану Петергофского уезда Санкт-Петербургской губернии, в начале XX века — к Витинской волости  2-го стана. Население деревни было исключительно финским.
К 1913 году количество дворов увеличилось до 19.
С 1918 по 1920 год деревня Фьюнатово входила в состав Ново-Низковицкого сельсовета Витинской волости Петергофского уезда.
С 1920 года в составе Фьюнатовского сельсовета.
С мая 1922 года в составе Волговского сельсовета Губаницкой волости. С октября 1922 года в составе Горского сельсовета.
С 1923 года в составе Венгисаровской волости Гатчинского уезда.
С 1924 года в составе Ондровского сельсовета.
С 1926 года в составе Ознаковского сельсовета. Согласно данным переписи населения СССР 1926 года в деревне Фьюнатово Ознаковского сельсовета Венгисаровской волости Троцкого уезда проживали 170 человек, русские и финны.
С 1927 года в составе Волосовского района.
С 1928 года в составе Смольковского сельсовета. В 1928 году население деревни также составляло 170 человек.

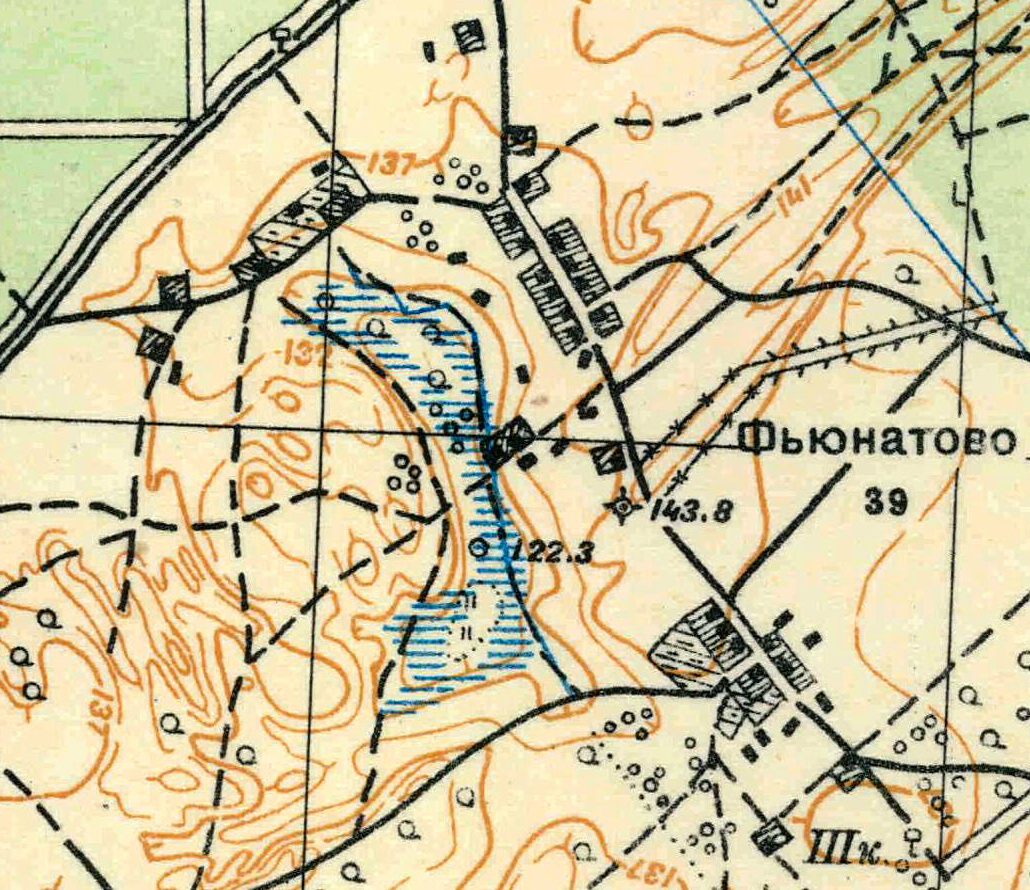
План деревни Фьюнатово. 1931 год

Согласно топографической карте 1931 года деревня насчитывала 39 дворов, на южной окраине деревни находилась школа.
По данным 1933 года деревня Фьюнатово входила в состав Смольковского сельсовета Волосовского района.
C 1 августа 1941 года по 31 декабря 1943 года деревня находилась в оккупации.
В 1958 году население деревни составляло 157 человек.
С 1959 года в составе Елизаветинского сельсовета.
По данным 1966 года деревня Фьюнатово также находилась в составе Елизаветинского сельсовета Волосовского района.
По данным 1973 года деревня Фьюнатово находилась в составе Елизаветинского сельсовета Гатчинского района.
По данным 1990 года деревня Фьюнатово входила в состав Сяськелевского сельсовета Гатчинского района.

## География
Деревня расположена в северо-западной части района на автодороге 41К-219 (Елизаветино — Фьюнатово) близ места примыкания её к автодороге 41К-013 (Жабино — Вересть).
Расстояние до административного центра поселения, деревни Сяськелево — 17 км.
Расстояние до ближайшей железнодорожной станции Елизаветино — 11 км.

## Демография
| 1838 | 1848 | 1862 | 1997 | 2006 | 2007 | 2010 |
| ---- | ---- | ---- | ---- | ---- | ---- | ---- |
| 85   | ↗91  | ↗104 | ↘55  | ↘37  | ↘34  | ↗62  |
| 2012 | 2013 | 2017 |      |      |      |      |
| ↘29  | ↘28  | →28  |      |      |      |      |

В 1997 году в деревне проживали 55 человек.
По состоянию на 1 января 2007 года деревня состояла из 19 домохозяйств, где проживали 34 человека, в 2010 году — 62 человека .

### Национальный состав
В 2002 году в деревне проживали 58 человек, из них русские — 51 человек.
Согласно данным Всероссийской переписи населения 2021 года в деревне проживали 186 человек, из них:
 русские — 182, финны — 3, другие национальности — 1 человек.